# Milk and Kisses (album des Cocteau Twins)
Pour les articles homonymes, voir Milk and Kisses.
Albums de Cocteau Twins
Four-Calendar Café
Milk and Kisses est le huitième album du groupe musical écossais Cocteau Twins, édité en 1996.
Il s'avère être leur dernier album. Une réunion deux ans plus tard pour enregistrer un nouvel album se termine par l'éclatement du groupe. Chacun de ses membres part alors de son côté. Elizabeth Fraser est ensuite associée avec l'émergence planétaire de la scène trip hop de Bristol. On entend sa  voix sur les chansons « Teardrop », « Black Milk » et « Group Four » de Mezzanine (1998) de Massive Attack, deux ans plus tard, puis sur le titre « This Love » de l'album The Space Between Us de Craig Armstrong.
Avec cet album le groupe semble opérer un nostalgique retour au son emblématique des années 1980. Il est presque une compilation de ce que les Cocteau savent le mieux faire et la maîtrise musicale du trio est à son apogée.

## Pistes
Toutes les chansons écrites par Cocteau Twins (Elizabeth Fraser, Robin Guthrie, Simon Raymonde).
1. "Violaine" - 3 min 45 s
2. "Serpentskirt" – 3 min 57 s
3. "Tishbite" – 3 min 50 s
4. "Half-Gifts" – 4 min 18 s
5. "Calfskin Smack" – 4 min 58 s
6. "Rilkean Heart" – 4 min 02 s
7. "Ups" – 3 min 34 s
8. "Eperdu" – 4 min 38 s
9. "Treasure Hiding" – 4 min 55 s
10. "Seekers Who Are Lovers" – 4 min 45 s

## Personnel
- Production : Cocteau Twins
- Ingénierie/conçu par : Cocteau Twins, Des Ward, Lincoln Fong, et Mitsuo Tate
- Photographie : Spiros Politis

## Citations par les artistes
- Par Robin Guthrie sur le résumé de son expérience après la production de cet album : « Réaliser ce disque aura été une très joyeuse expérience » — Robin Guthrie (trad. : Making this record was a very joyous experience)[4]
- Par Elizabeth Fraser sur le choix du titre de l'album : « Lors d'une conversation téléphonique, un ami a eu de l'empathie pour moi et m'a dit, si seulement je pouvais t'aider [pour le choix du nom] et retirer le poison hors de toi. Si seulement je pouvais le sortir de toi et le remplacer par du lait et des baisers (Milk and Kisses). Je me suis dit c'est vraiment génial. C'est beau n'est-ce pas ? Je n'ai pas arrêté de me remémorer ce titre il semblait approprié de l'utiliser »[4]. — Elizabeth Fraser